# Glacier Sommeiller
Pour les articles homonymes, voir Sommeiller.
Le glacier Sommeiller, en italien Ghiacciaio Sommeiller, est un petit glacier de France situé dans les Alpes, en Savoie.

## Géographie
Il couvre l'ubac de la pointe Sommeiller, juste à l'est du col et du lac du même nom, dans la partie amont du vallon d'Ambin et juste au nord de la frontière franco-italienne. Il est voisin du glacier d'Ambin situé de l'autre côté de la pointe d'Ambin juste à l'est.

## Histoire
Dans les années 1950, son front glaciaire se trouve à environ 2 700 mètres d'altitude contre environ 2 900 mètres et une longueur réduite de moitié dans les années 2010.
Entre 1963 et 1989, il a abrité le petit domaine skiable de la station du col Sommeiller qui permettait d'y pratique du ski d'été.

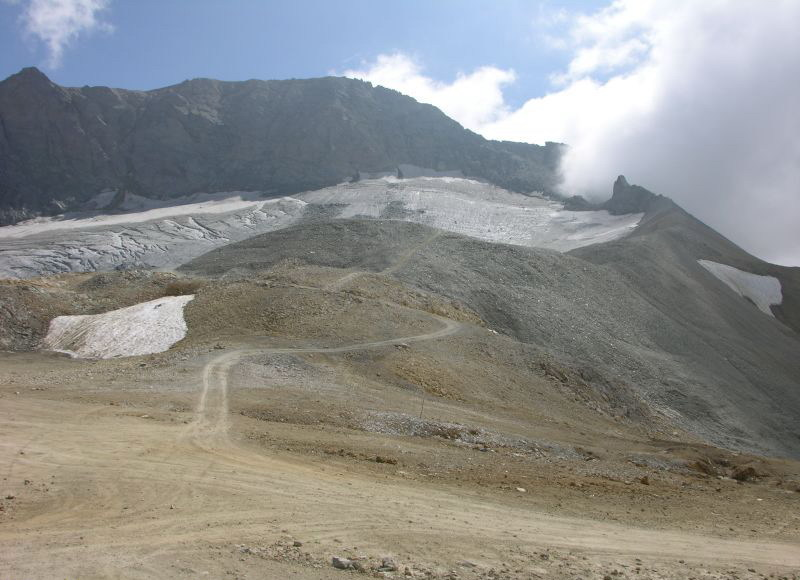
Vue de la partie occidentale du glacier depuis le col Sommeiller à l'ouest, sur le versant italien, dominé par la pointe Sommeiller.